# Bota de Prata (Campeonato de Portugal)
Bota de Prata foi um troféu que todas as épocas era oferecido ao melhor marcador do campeonato português antes da criação da Bola de Prata pelo jornal A Bola em 1952. Fernando Peyroteo, do Sporting Clube de Portugal, é o atleta com mais troféus conquistados, num total de seis.

## Lista dos Melhores Marcadores "Bota de Prata"
| Campeonato Experimental |         |                                  |                        |    |
|                         | 1934/35 | Soeiro                           | Sporting CP            | 14 |
|                         | 1935/36 | Pinga                            | F.C. Porto             | 21 |
|                         | 1936/37 | Soeiro                           | Sporting CP            | 24 |
|                         | 1937/38 | Fernando Peyroteo                | Sporting CP            | 34 |
| Campeonato Definitivo   |         |                                  |                        |    |
|                         | 1938/39 | Costuras                         | F.C. Porto             | 18 |
|                         | 1939/40 | Fernando Peyroteo Slavko Kodrnja | Sporting CP F.C. Porto | 29 |
|                         | 1940/41 | Fernando Peyroteo                | Sporting CP            | 29 |
|                         | 1941/42 | Correia Dias                     | F.C. Porto             | 36 |
|                         | 1942/43 | Julinho                          | S.L. Benfica           | 24 |
|                         | 1943/44 | Francisco Rodrigues              | Vitória F.C. (Setúbal) | 28 |
|                         | 1944/45 | Francisco Rodrigues              | Vitória F.C. (Setúbal) | 21 |
|                         | 1945/46 | Fernando Peyroteo                | Sporting CP            | 37 |
|                         | 1946/47 | Fernando Peyroteo                | Sporting CP            | 43 |
|                         | 1947/48 | António Araújo                   | F.C. Porto             | 36 |
|                         | 1948/49 | Fernando Peyroteo                | Sporting CP            | 40 |
|                         | 1949/50 | Julinho                          | S.L. Benfica           | 28 |
|                         | 1950/51 | Manuel Vasques                   | Sporting CP            | 29 |
|                         | 1951/52 | José Águas                       | S.L. Benfica           | 28 |